# بریا (کنتاکی)
بریا (به انگلیسی: Berea) شهری در ایالت کنتاکی کشور ایالات متحده آمریکا است که جمعیت آن در سرشماری سال ۲۰۱۰ میلادی، ۱۳٬۵۶۱ نفر بوده‌است.